# Banks (Lancashire)
Banks – wieś w Anglii, w hrabstwie Lancashire, w dystrykcie West Lancashire. Leży 52 km na północny zachód od miasta Manchester i 307 km na północny zachód od Londynu. W 2001 miejscowość liczyła 3792 mieszkańców.